# 孙历生
孙历生（1934年5月28日—1968年7月12日），反右运动和文化大革命受难者代表人物之一。

## 简历
孙1934年生於济南，因而取名“历”。1948年11月，年仅14岁的孙历生加入共产党地下党，为北京女三中第一个共产党员。1951年，尚是中学生的孙历生结识中共中央宣传部高级干部于光遠，不久后与于光遠结婚，在1953-1956年期间生育长女次女。1952年高中毕业后，孙留校做党团工作任政治课教员。1956年被保送中央党校学习，在反右运动中，在党校以“批评党领导”等原因在1957年12月被定为右派，开除党籍，送去劳改，辗转南苑数个劳改农场。當時于光遠還在蘇聯訪問。于光遠虽受到组织压力，但继续与孙历生保持夫妻关系，孙生病回家治疗期间第三次怀孕。在1958年秋冬季，迫于压力，孙历生和于光遠离婚，在1959年一月产下和于光遠的三女，合法婚姻期间怀的女儿因非法的离婚变得身份不明。孙历生1960初再婚，年底与聂姓丈夫育有第四女。请求来源的内容
1966年文化大革命期间孙历生遭受各种折磨，在1968文革的清队运动中，被关在女三中校内。家属被告知她7月12日死于自杀，但真实死因至今成迷。文革難友陳壽仁表示當時聽說孫是在廁所裡上吊自殺。孫的家人懷疑是被打死後吊起來的。
文革后90年代，名作家王蒙所著著名中篇伤痕文学代表作品《蝴蝶》的悲剧女主角海云便是以孙历生为原型，妻子海云主動要求離婚。在2004年出版的王友琴教授所著《文革受难者》一书中，孙历生和女三中其他死难老师的文革遭遇独成一章。